# ネリドヴォ
座標: 北緯53度13分 東経32度47分 / 北緯53.217度 東経32.783度

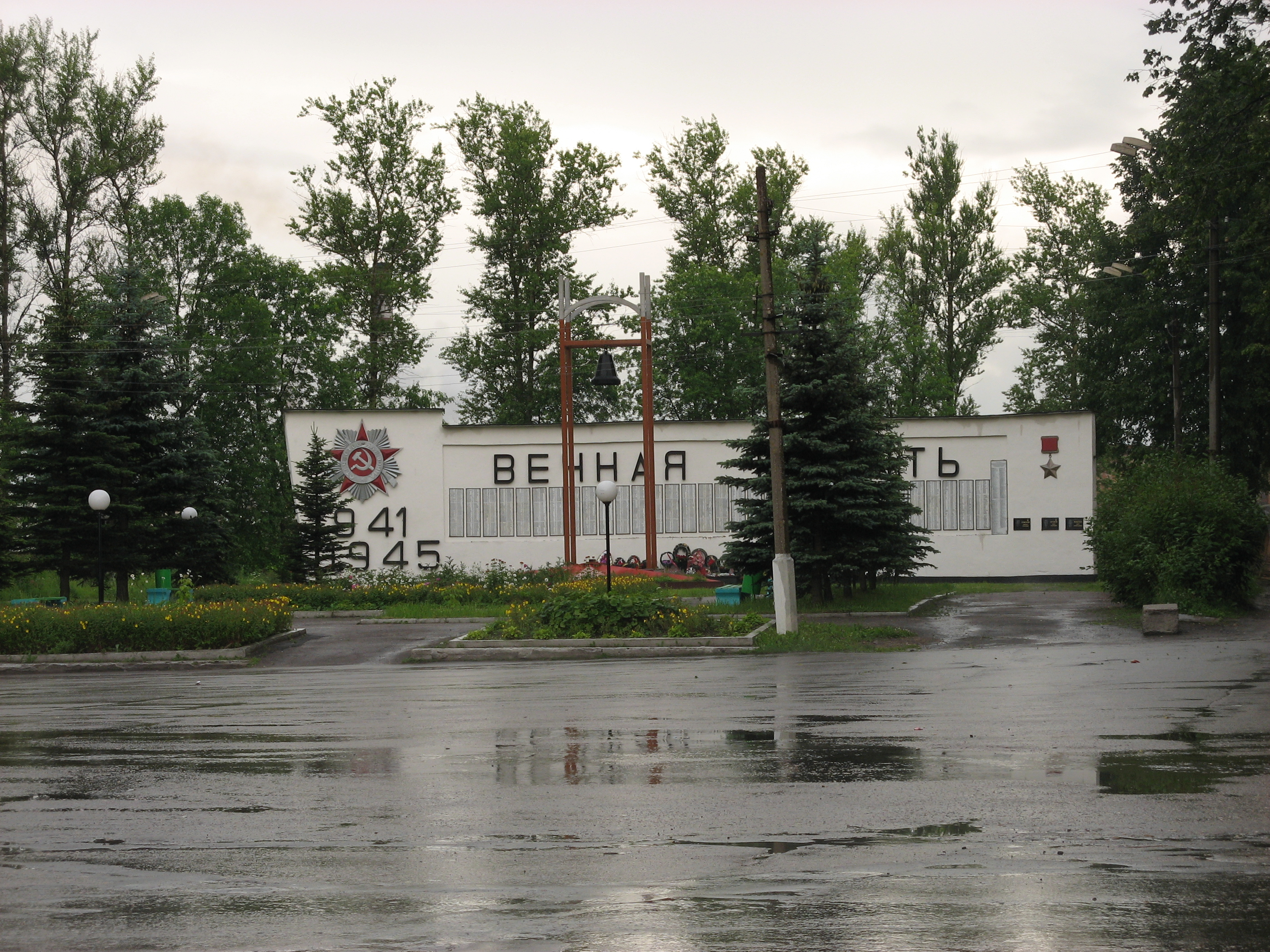
ネリドヴォの第二次大戦記念碑

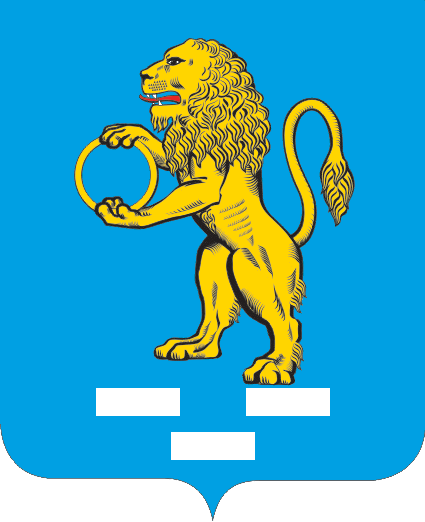
ネリドヴォの紋章

ネリドヴォ（ロシア語: Нелидово, Nelidovo）は、ロシアのトヴェリ州にある町。人口は1万8603人（2021年）。州都トヴェリの南西276kmに位置する。ネリドヴォ駅からモスクワのリガ駅までの距離は334kmとなっている。また街の北方には、モスクワ-ヴェリーキエ・ルーキを結びリガに至るロシア連邦道路M9が通る。ヴァルダイ丘陵の南部、西ドヴィナ川の支流メジャ川に沿う。

## 歴史
現在のネリドヴォの近くには1701年ごろからイオトキノの村があった。1900年、モスクワ-ヴェリーキエ・ルーキ-リガ-ヴェンツピルス港間を結ぶ民営鉄道の建設とともにネリドヴォの集落が誕生した。ネリドヴォの名は、15世紀以来この地を拠点とした貴族ネリドフ家に由来し、この鉄道もネリドフ家の土地を通っていた。翌1901年に鉄道が開業し同名の駅ができている。この集落は1949年に市の地位を得た。

## 産業
主な産業は周囲の森林地帯で生産される材木の製材で、その他機械工業、プラスチック加工、食品などの産業が周辺にある。また周囲では褐炭がとれ、市の紋章にも林業と鉱業が反映されている。